# Ходза, Нисон Александрович
Нисон Александрович Ходза (1906—1978) — советский детский писатель, переводчик.

## Биография
Родился в Томске, в семье мастера на пивоваренном заводе. В 1916 году поступил в Томское реальное училище. Заболевание туберкулёзом заставило переехать из Сибири в Крым, где в Севастопольском морском госпитале служил брат отца. Окончил Севастопольский промышленно-экономический техникум (1923), поступил в Одесский институт народного хозяйства. После окончания в 1927 году был направлен на стажировку на 1 год в ЛО Госиздата, а по окончании стажировки оставлен на постоянную работу. Проработал в издательствах с 1928 по 1938 год.
Работая в издательстве, начал заниматься литературным трудом, писал популярные антирелигиозные и историко-революционные книги. В 1931 году в «Госиздате» выпустил книжку для младшего школьного возраста «Пасха». В 1933 году в «Партиздате» под псевдонимом Д. Засохин вышла его книга о происхождении религиозных праздников. В 1938 году «Детгиз» издал для дошкольников и детей младшего школьного возраста книгу «Щорс».
С 1 февраля 1935 года работал по совместительству, в вечернее время, в Публичной библиотеке. До 30 апреля 1935 года был консультантом 1-го отделения, а затем, до 9 октября 1937 года — главным библиотекарем этого отделения.
После резкого сокращения деятельности издательства «История фабрик и заводов» в 1938 году один год работал ответственным литературным сотрудником в газете «Крестьянская правда». После ликвидации газеты перешёл в Радиокомитет Ленинградского радио, где проработал с апреля 1939 по февраль 1947 года.
Во время войны писал для радиопередач материалы «на злобу дня»: заметки, репортажи с фронта, очерки, рассказы.
В 1947 году по решению Бюро Ленинградского обкома партии направлен на работу в газету «Ленинградская правда», но осенью 1949 года все члены редколлегии были освобождены от работы в газете. С сентября 1949 года переключился на литературную работу, продолжая одновременно внештатную редакционную работу в издательствах «Молодая гвардия», «Советский писатель», «Лениздат».
В 1949 году, связавшись с землячеством китайских студентов в Ленинграде, занялся изучением китайского фольклора и в конце 1951 года в литературной обработке Ходзы вышел сборник китайских народных сказок, затем ещё два сборника, записанных от студентов из азиатских стран, учившихся в Ленинграде — корейцев и монголов. В 1955 году опубликовал сборник по мотивам индийских сказок «Волшебная чаша», в 1959 году в пересказе Ходзы вышел объёмный сборник «Сказки народов Азии» с иллюстрациями Н. М. Кочергина. «Стараясь как можно точнее передать особенности далёкой от наших реалий культуры, Ходза всё же „сделал акцент не столько на достоверности, сколько на образности“, превратив свои записи „в яркий художественный текст“».
С 1955 года — член Союза писателей СССР. С конца 1960-х годов — член правления и председатель секции детской литературы Ленинградской писательской организации, бессменный член редколлегии журнала «Детская литература». Во время компании по осуждению Иосифа Бродского за тунеядство выступил на заседании Ленинградского отделения СП РСФСР 17 декабря 1963 года в поддержку обвинения.
Опубликовал десятки книг для молодого читателя, плодотворно работал до самых последних дней.

## Сочинения
- Ходза Н. Пасха. — М.—Л.: Гиз, 1930. — 24 с.
- Ходза Н. Щорс. Боевые эпизоды. / Рис. А. Пруцкого. — М.—Л.: Детиздат, 1938. — 44 с. — 100 000 экз.
- Ходза Н. Большевистский комиссар Семен Рошаль. — М.: Военмориздат, 1952.
- Ходза Н. Самый человечный человек. — Л.: Детгиз, 1962.
- Ходза Н. О Ленине  — октябрятам.  — Л.: Детгиз, 1963
- Ходза Н. А. Проделки Хитрюшкина, рисунки И. Харкевича. — Л.: Детская литература, 1964.
- Ходза Н. А. Испытание. — Л.: Детская литература, 1965.
- Ходза Н. А. Конец дракона. — Л.: Детская литература, 1967. — 152 с. — 50 000 экз.
- Ходза Н. А. Новые проделки Хитрюшкина / рисунки И. Харкевича. — Л.: Детская литература, 1968.
- Ходза Н. Самый человечный человек. — Л.: Лениздат, 1968.
- Ходза Н. А. Конец дракона. — Л., Детская литература, 1972.
- Ходза Н. А. Опять Хитрюшкин / рисунки И. Харкевича. — Л.: Детская литература, 1973. — С. 32. — 300 000 экз.
- Ходза Н. А. Дорога жизни. — Л.: Детская литература, 1974. — 72 с. — 150 000 экз.
- Ходза Н. А. Злая звезда. Повести. — Л.: Лениздат, 1976
- Ходза Н. А. Звонкое слово — БАМ. — Л.: Детская литература, 1978.— 80 с.
- Ходза Н. А. Путешествие без карты. — Детская литература, 1980. — 128 с., 150 000 экз.
- Ходза Н. А. Дорога жизни. — Л.: Детская литература, 1984. — 72 с. — 150 000 экз.
- Ходза Н. А. Три повести (Злая звезда. Первый выстрел Дробова. Операция «Эрзац»). — Л.: Лениздат, 1971. — 344 с. — 65 000 экз.
- Ходза Н. А. Дорога жизни (рисунки В. Бескаравайного, В. Гусева). — Детгиз, 2013. — 88 с. — ISBN 978-5-8452-0451-6.

## Обработка, редактирование
- Сергей Миронович Киров: воспоминания ленинградских рабочих / ред. Н. А. Ходза, С. И. Аввакумов. — Л., Музей С. М. Кирова: Газетно-журнальное и книжное изд-во Ленинградского Совета РК и КД, 1939. — С. 163.
- «Весёлая эстрада». В помощь самодеятельности пионеров и школьников. Стихи, рассказы, сказки, пьесы, песни / Редколлегия: Е. Верейская, М. Дубянская, В. Макарова, М. Туберовский (составитель), Н. А. Ходза. — Л.: Государственное издательство детской литературы Министерства просвещения РСФСР, 1956. — 336 с. — 30 000 экз.
- Японские сказки. Обработка для детей Н. Ходза. — Л.: Детская литература, 1958.
- Н. А. Ходза. Сказки народов Азии. Бирманские, вьетнамские, индийские, индонезийские, китайские, корейские, монгольские и японские сказки пересказал для детей Н. Ходза. Иллюстрации Н. Кочергина.. — Л.: Детгиз, 1959. — С. 440.